# 弗農鎮區 (新澤西州)
弗農鎮區（英語：Vernon Township）是位於美國新澤西州蘇塞克斯縣的一個鎮區。

## 地方資料
弗農鎮區的面積為181.19平方千米，當中陸地面積為175.07平方千米，而水域面積為6.12平方千米。根據2020年美國人口普查的數據，當地共有人口22358人，而人口密度為每平方千米123.4人。